# Corrección de Bonferroni
En estadística, la corrección de Bonferroni es uno de los varios métodos utilizados para contrarrestar el problema de las comparaciones múltiples.

## Contexto
Como ejemplo de la ley de eponimia, de Stigler, la corrección de Bonferroni lleva el nombre del matemático italiano Carlo Emilio Bonferroni, por su uso de las desigualdades de Bonferroni. A menudo, su desarrollo se atribuye a Olive Jean Dunn, quien describió la aplicación del procedimiento a intervalos de confianza.
La prueba de hipótesis estadística se basa en rechazar la hipótesis nula si la probabilidad de los datos observados en las hipótesis nulas es baja. Si se prueban múltiples hipótesis, aumenta la probabilidad de un evento raro y, por lo tanto, aumenta la probabilidad de rechazar incorrectamente una hipótesis nula (es decir, cometer un error de tipo I.)
La corrección de Bonferroni compensa ese aumento al probar cada hipótesis individual en un nivel significativo de {\displaystyle \alpha /m}, donde {\displaystyle \alpha } es el nivel de alfa general deseado y {\displaystyle m} es el número de hipótesis. Por ejemplo, si un ensayo está probando {\displaystyle m=20} hipótesis con un {\displaystyle \alpha =0.05} deseado, entonces la corrección de Bonferroni probaría cada hipótesis individual en {\displaystyle \alpha =0.05/20=0.0025}.

## Definición
Sea {\displaystyle H_{1},\ldots ,H_{m}} una familia de hipótesis, y {\displaystyle p_{1},\ldots ,p_{m}} sus valores p correspondientes. Sea {\displaystyle m} el número total de hipótesis nulas y {\displaystyle m_{0}} el número de hipótesis nulas verdaderas. La tasa de error familiar (FWER) es la probabilidad de rechazar al menos un {\displaystyle H_{i}} verdadero, es decir, de cometer al menos un error de tipo I. La corrección de Bonferroni rechaza la hipótesis nula para cada {\displaystyle p_{i}\leq {\frac {\alpha }{m}}}, controlando así el FWER en {\displaystyle \leq \alpha }. La prueba de este control se deriva de la desigualdad de Boole, como sigue:
{\displaystyle {\text{FWER}}=P\left\{\bigcup _{i=1}^{m_{0}}\left(p_{i}\leq {\frac {\alpha }{m}}\right)\right\}\leq \sum _{i=1}^{m_{0}}\left\{P\left(p_{i}\leq {\frac {\alpha }{m}}\right)\right\}=m_{0}{\frac {\alpha }{m}}\leq m{\frac {\alpha }{m}}=\alpha .}
Este control no requiere suposición alguna acerca de la dependencia entre los valores de {\displaystyle p} o de cuántas de las hipótesis nulas sean verdaderas.